# VRChat
VRChat est une plateforme de monde virtuel en ligne. Créée par Graham Gaylor et Jesse Joudrey et exploitée par VRChat, Inc, la plate-forme permet aux utilisateurs d'interagir avec d'autres personnes avec des avatars et des mondes 3D créés par les utilisateurs. VRChat est principalement conçu pour être utilisé avec des casques de réalité virtuelle, tels que les séries Oculus Rift et Oculus Quest, les casques SteamVR (tels que HTC Vive) et Windows Mixed Reality, mais est également utilisable sans VR dans un mode "Desktop" conçu pour être utilisé avec une souris et un clavier ou une manette de jeu.
VRChat a été lancé pour la première fois en tant qu'application Windows pour le prototype Oculus Rift DK1 le 16 janvier 2014 et a été publié dans le programme d'accès anticipé Steam le 1er février 2017.
VRChat est ensuite devenu disponible sur la boutique Meta Quest le 11 décembre 2018 et en accès anticipé sur le Google Play Store le 22 août 2023.

## Caractéristiques
Le gameplay de VRChat est similaire à celui de jeux tels que Second Life et Habbo Hotel. Les joueurs peuvent créer leurs propres mondes instanciés dans lesquels ils peuvent interagir les uns avec les autres via des avatars virtuels. Un kit de développement logiciel pour Unity publié parallèlement au jeu donne aux joueurs la possibilité de créer ou d'importer des modèles de personnages à utiliser dans la plate-forme, ainsi que de créer leurs propres mondes.
Les modèles de lecteur sont capables de prendre en charge la synchronisation audio des lèvres, le suivi et le clignement des yeux, ainsi qu'une gamme complète de mouvements,.
VRChat est également capable de fonctionner sans casque VR (mode bureau), qui est contrôlé à l'aide d'une souris et d'un clavier, ou d'une manette de jeu. Certains contenus ont des limitations en mode bureau, comme l'incapacité de déplacer librement les membres d'un avatar, ou d'effectuer des interactions qui nécessitent plus d'une main.
En 2020, un nouveau langage de programmation visuel a été introduit connu sous le nom de "Udon", qui utilise un système de graphe de nœuds. Bien qu'il soit toujours considéré comme un logiciel alpha, il est devenu utilisable sur des mondes accessibles au public à partir d'avril 2020. Un compilateur tiers connu sous le nom de "UdonSharp" a été développé pour permettre l'écriture de scripts mondiaux en C#

### Économie des créateurs
En mai 2023, VRChat a annoncé la Creator Economy, une économie virtuelle conçue pour la plate-forme, similaire au Creator Marketplace de Roblox, où les créateurs peuvent gagner de l'argent réel grâce aux abonnements des utilisateurs ou aux paiements uniques pour certaines fonctionnalités dans des mondes ou des avatars spécifiques. Avant l’introduction de cette fonctionnalité, une économie externe informelle existait déjà. Les plateformes de monétisation comme Patreon et les boutiques en ligne comme Gumroad et BOOTH permettent aux utilisateurs de vendre des avatars et des actifs que d'autres peuvent utiliser à leurs propres fins. Celles-ci ne sont pas formellement approuvées ni gérées par VRChat.

### Groupes
En novembre 2022, VRChat a commencé à déployer une fonctionnalité Groupes, qui permet aux abonnés VRChat Plus de créer des groupes sociaux sur la plateforme. Les groupes peuvent également héberger leurs propres instances mondiales pour des rassemblements et des événements organisés.

### Confiance et sécurité
Les utilisateurs de VRChat sont classés en différents "niveaux de confiance", en fonction de facteurs tels que leur utilisation de la plate-forme. Tous les utilisateurs commencent au rang "Visiteur" (gris). Lorsqu'ils sont promus au rang "Nouvel utilisateur" (bleu), ils ont la possibilité de télécharger leur propre contenu à l'aide du SDK VRChat. Il est suivi de "Utilisateur" (vert), "Utilisateur connu" (orange), "Utilisateur de confiance" (violet) et amis (jaune). Les utilisateurs peuvent choisir de basculer entre les communications, les avatars et les fonctionnalités d'avatar en fonction de leur niveau de confiance.

### VRChat Plus
En novembre 2020, VRChat Inc. a annoncé un niveau d'abonnement appelé "VRChat Plus". Au lancement, il permet aux utilisateurs d'afficher une image personnalisée sur leurs plaques signalétiques, augmente le nombre d'avatars qu'ils peuvent enregistrer dans leurs favoris de 50 à 200, leur accorde une "cote de confiance accrue" et leur permet de joindre une photo dans le jeu. une demande d'invitation personnalisé, changez le fond d'écran du menu et sa couleurs, ajouter des emojis & stickers personnalisables, et la possibilité de faire apparaître un drone FPV!  D'autres fonctionnalités exclusives pour les abonnés sont également en cours de développement,,,,,

### Contenu généré par l'utilisateur
La création d'avatars et de mondes est un processus complexe utilisant des outils externes ; ils sont téléchargés par les utilisateurs d'un kit de développement logiciel Unity publié en même temps que VRChat. Les avatars sont capables d'imiter les mouvements de la tête et des mains, ainsi que de prendre en charge la synchronisation labiale , le suivi oculaire , le clignement des yeux et d'autres fonctionnalités. Les tendances et les variations des avatars peuvent se propager profondément dans la communauté, et les avatars eux-mêmes sont souvent distribués gratuitement ou vendus sur des marchés en ligne tels que Gumroad ou Booth. La société japonaise Hikky a organisé une série d'événements sur VRChat connus sous le nom de « Virtual Market » (« VKet »), une convention virtuelle de fans axée sur la vente d'actifs numériques par les membres de la communauté VRChat ; l'événement a également attiré des stands virtuels et la présence de sponsors par des entreprises telles que Bandai Namco, Disney, East Japan Railway Company et HP,,.
En 2020, VRChat a introduit Udon, un langage de programmation visuel qui utilise un système de graphes de nœuds. Bien qu'il soit toujours considéré comme un logiciel alpha, il est devenu utilisable sur les mondes accessibles au public à partir d'avril 2020. Un compilateur tiers, UdonSharp, a été développé pour permettre l'écriture de scripts mondiaux en C#,.
En 2022, la prise en charge du protocole Open Sound Control (OSC) a été ajoutée pour des interactions plus avancées avec des logiciels et des appareils externes. Plus tard dans l'année, VRChat a commencé à implémenter une application secondaire, « Creator Companion », pour gérer les installations et les projets Unity IDE et télécharger des packages communautaires à l'aide d'un format compatible avec Unity Package Manager (UPM). Le précédent SDK2 de VRChat a été abandonné en février 2023, le SDK 3.x basé sur Udon devenant obligatoire pour tout contenu futur,,.

## Réalisation
Les utilisateurs ont réalisé des courts métrages dans VRChat , exploitant des fonctionnalités telles que la caméra intégrée, ainsi que des outils tiers comme VRCLens (qui offre des fonctions et effets supplémentaires non fournis par la caméra intégrée, tels que les filtres, la distance focale, le zébrure et les caméras de drone). Le Festival de Raindance a intégré le contenu de VRChat à son événement Raindance Immersive, mettant en avant des expériences de Réalité étendue, tandis que plusieurs documentaires ont été produits sur VRChat lui-même, comme We Met in Virtual Reality (2022),,.

## Assistance matérielle
VRChat prend en charge un grand nombre de casques et d'accessoires VR compatibles PC, y compris Oculus et les casques compatibles SteamVR tels que la série HTC Vive et Valve Index. Un port de VRChat est également disponible en tant qu'application native pour Oculus Quest, qui prend en charge le jeu multiplateforme avec les utilisateurs de PC ; en raison de limitations matérielles, seuls les cartes et les avatars optimisés dans le cadre de contraintes spécifiques sont accessibles sur la version Oculus Quest.
Le suivi des doigts et la reconnaissance des gestes sont pris en charge sur des contrôleurs tels que Index Controller et Oculus Touch, permettant aux mouvements des doigts des utilisateurs d'être reflétés par leur avatar et les poses de la main pour déclencher des animations liées (telles qu'une expression faciale correspondante),. VRChat prend également en charge le suivi complet du corps SteamVR pour la capture de mouvement des mouvements de la taille et des jambes, généralement en utilisant les périphériques Vive Tracker de HTC,.

## Communauté
La popularité de VRChat a été attribuée à son utilisation par les YouTubers et les streamers Twitch. VRChat a engendré des médias tels qu'un journal hebdomadaire dans ses forums, des talk-shows et des podcasts dédiés à une discussion sur le jeu.
Après une première vague de popularité virale lors de sa sortie, la pandémie de COVID-19 a stimulé une augmentation constante du nombre d'utilisateurs simultanés de VRChat tout au long de 2020. Des pics de visionnage des flux Twitch liés à VRChat ont été enregistrés à la mi-2020 et en septembre 2020. Le service a signalé un record de plus de 24 000 utilisateurs simultanés au cours du week-end d'Halloween (dont plus de la moitié l'utilisant sur une plate-forme VR), stimulé par les événements de vacances et la sortie récente de l'Oculus Quest 2.
Le 31 décembre 2020, le service a enregistré un nouveau record de plus de 40 000 utilisateurs simultanés pour le réveillon du Nouvel An, au point qu'il a connu une panne majeure vers minuit dans le fuseau horaire de l'Est en raison d'un fournisseur de sécurité ayant pris la surtension pour une attaque par déni de service.
La plateforme dispose d'une communauté notable d'utilisateurs transgenres, car l'utilisation d'avatars a permis aux individus de découvrir et de représenter une expression d'eux-mêmes qui correspond à leur identité de genre, en particulier s'ils vivent dans des régions où la communauté transgenre est confrontée à des préjugés. VRC Trans Academy, un groupe de soutien pour les utilisateurs transgenres sur VRChat, comptait plus de 22 000 membres en mars 2024. La convention virtuelle Furality est hébergée sur VRChat depuis 2020 ; la huitième édition de Furality Umbra, prévue pour 2024, a rassemblé un nombre record de plus de 21 000 participants inscrits.
Au sein de la communauté VRChat, il n'est pas considéré comme inhabituel ou impoli pour un individu de rester silencieux la plupart du temps ou tout le temps. Ces utilisateurs, appelés muets dans un contexte non-péjoratif, ont des interactions sociales significatives par le biais d'un langage corporel expressif ou de l'écriture et sont peu susceptibles de parler même lorsqu'on leur demande à plusieurs reprises. Le silence en tant que norme sociale facilite la participation active des utilisateurs souffrant d'anxiété sociale, de mutisme, y compris de mutisme sélectif, de dysphorie de genre et de surdité,,.

## Dans la culture populaire

### Knuckles ougandais
VRChat a donné naissance à un mème connu sous le nom de "Ugandan Knuckles", dans lequel les joueurs utilisent des modèles de jeu bruts de Knuckles the Echidna de la série Sonic the Hedgehog tout en répétant le slogan "Connaissez-vous le chemin ?" avec un faux accent africain. Le modèle et les manières des joueurs proviennent respectivement d'une critique de YouTuber Gregzilla et du flux Twitch de Forsen, en plus des répliques du film ougandais Who Killed Captain Alex?. Cela a suscité la controverse de nombreuses sources ; Julia Alexander de Polygon qualifié de "manifestement raciste" et de "mème problématique", le comparant aux raids de Habbo Hotel, et Jay Hathaway de The Daily Dot la qualifié de "caricature raciste". Le créateur du modèle 3D utilisé dans le mème a regretté de l'avoir créé et a exhorté les joueurs à "ne pas l'utiliser pour déranger les utilisateurs de VRChat". En réponse, les développeurs du jeu ont publié une lettre ouverte sur Medium, déclarant qu'ils développaient "de nouveaux systèmes pour permettre à la communauté de mieux s'auto-modérer" et demandant aux utilisateurs d'utiliser les fonctionnalités de mise en sourdine intégrées.

### Évènements musicaux
La plateforme a attiré diverses communautés et événements axés sur la musique ; les danseurs ont exploité la prise en charge du suivi du corps entier pour donner des performances et des cours virtuels dans VRChat, notamment du ballet, du breaking et de la pole dance.
Des événements de musique dance en ligne ont également eu lieu sur VRChat, notamment depuis la pandémie de COVID-19. Ils sont organisés par des collectifs qui développent et conçoivent des univers de boîtes de nuit, et diffusent parfois leurs événements simultanément sur des plateformes de streaming en direct comme Twitch. Un club, Loner Online, a été remarqué par un journaliste du NME pour son souci du détail dans la recréation d'une expérience de club underground (la boîte de nuit Mogra d'Akihabara étant citée par ses développeurs comme une influence), jusqu'à l' installation de toilettes. En partenariat avec le festival de musique électronique SlyFest basé sur VRChat, le producteur britannique de drum and bass Muzz a organisé une tournée de concerts virtuels comprenant des apparitions en tête d'affiche lors de plusieurs événements VRChat en 2021, avec le soutien d'autres producteurs tels que Feint, Mollie Collins et Teddy Killerz.
En juin 2020, le musicien électronique français Jean-Michel Jarre a présenté une expérience de concert virtuel dans VRChat, "Alone Together". Le 31 décembre 2020, Jarre a présenté un deuxième concert virtuel pour le réveillon du Nouvel An, "Welcome to the Other Side", au sein de VRChat et diffusé sur d'autres plateformes de radio, de télévision et en ligne. L'événement a eu lieu à la cathédrale Notre-Dame, avec Jarre présentant la performance en personne depuis l'extérieur de la cathédrale, et le monde VRChat se déroulant dans une reconstitution de son intérieur.

## Sécurité
En février 2022, un rapport de BBC News a accusé le service de ne pas fournir suffisamment de garanties pour empêcher les mineurs d'entrer dans des mondes pouvant contenir des thèmes et des interactions pour adultes. En septembre 2023, le service VRChat a ajouté un système de « contrôle de contenu » qui permet de signaler les avatars et les mondes contenant des thèmes pour adultes, du contenu suggestif, de la violence et/ou de l'horreur ; par défaut, tout contenu signalé est bloqué pour les utilisateurs de moins de 18 ans. Pour les utilisateurs de plus de 18 ans, les filtres sont désactivés par défaut et peuvent être personnalisés en fonction des préférences de l'utilisateur.
Le 25 juillet 2022, VRChat a annoncé qu'il mettrait en œuvre Easy Anti-Cheat (EAC) afin de se protéger contre les modifications interdites du client. L'annonce citait spécifiquement les griefers utilisant des mods conçus pour faire planter d'autres utilisateurs hors des sessions VRChat, ainsi que des problèmes de piratage de compte. L'annonce a provoqué une réaction généralisée de la part de la communauté, citant le fait que certains utilisateurs avaient des utilisations légitimes des clients moddés, principalement pour ajouter des fonctionnalités de qualité de vie (QoL) qui n'avaient pas encore été ajoutées au logiciel, y compris des fonctionnalités d'accessibilité supplémentaires (comme permettre l'affichage de sous-titres sur les lecteurs vidéo dans les mondes). Le logiciel a ensuite été critiqué sur Steam, tandis que certains membres de la communauté ont exhorté les autres à annuler leurs abonnements Plus. Un porte-parole a déclaré à Motherboard que l'introduction de fonctionnalités telles que la prise en charge de l'OSC avait « permis à nos utilisateurs d'avoir une toute nouvelle dimension de créativité, ainsi que la possibilité de créer des outils d'accessibilité adaptés à leurs besoins ».
En réponse aux critiques, VRChat a annoncé qu'il avait modifié sa feuille de route de développement afin de donner la priorité à l'ajout d'un certain nombre de nouvelles fonctionnalités d'accessibilité et de qualité de vie qui avaient été fortement demandées par la communauté, certaines étant déjà implémentées par VRChat lui-même, et beaucoup d'autres étant relancées par la communauté en utilisant les nouveaux outils fournis,.
En novembre 2024, il a été annoncé que la plateforme ajouterait la prise en charge de la vérification de l'âge par consentement, ce qui permettra aux utilisateurs de restreindre l'accès aux instances à ceux dont l'âge est vérifié de 18 ans ou plus. Cette fonctionnalité utilisera un fournisseur de vérification de l'âge tiers et sera testée dans un premier temps auprès des groupes communautaires.